# ديفيد لورانس (صحفي)
ديفيد لورانس (بالإنجليزية: David Lawrence)‏ هو صحفي أمريكي، ولد في 25 ديسمبر 1888، وتوفي في 11 فبراير 1973.

## روابط خارجية
- ديفيد لورانس على موقع مونزينجر (الألمانية)